# Hemicelulozy
Hemicelulozy – niejednorodna grupa polisacharydów i ich pochodnych, połączonych wiązaniami β-glikozydowymi tworzących rozgałęzione łańcuchy. Są one jednym z głównych składników ściany komórkowej roślin, mogą stanowić ok. 20% suchej masy ściany pierwotnej oraz ok. 30% suchej masy ściany wtórnej. Wchodzą w skład m.in. drewna, słomy, nasion i otrąb. Ich nazwa wywodzi się stąd, że chemicznie i strukturalnie bliskie są celulozie. 

## Systematyka
Drewno poza celulozą zawiera inne substancje polisacharydowe, do których należą hemicelulozy. Charakteryzują się one mniejszą odpornością na działanie rozcieńczonych kwasów, które hydrolizują i w przeciwieństwie do celulozy rozpuszczają się w rozcieńczonych alkaliach. Ponieważ hemicelulozy są substancjami reprezentującymi wszystkie polisacharydy i ich pochodne występujące w drewnie oprócz celulozy i skrobi, zaproponowano wiele kryteriów ich klasyfikacji. 

### Podział ze względu na łatwość hydrolizy
Najogólniejszym jest podział na hemicelulozy łatwo i trudno hydrolizujące. W odróżnieniu od celulozy, makrocząsteczki hemiceluloz zbudowane są nie tylko z samych reszt glukozowych, ale także innych reszt cukrów prostych, takich jak ksyloza, mannoza i galaktoza. Hemicelulozy mają mniejszy stopień polimeryzacji (SP <300) niż celuloza, mniejszą regularność budowy i stopień uporządkowania struktury, co sprawia, że są mniej odporne na degradacje. Cechą charakterystyczną wszystkich hemiceluloz jest dobra rozpuszczalność w rozcieńczonych alkaliach. Nazwę hemicelulozy wprowadził Schulze w 1891 roku dla niecelulozowej części węglowodanów zawartych w roślinach. Powszechnie przyjętą koncepcją podziału hemiceluloz przedstawił Rogwin. Jako kryterium podziału hemiceluloz przyjął on budową ich podstawowych jednostek i makrocząsteczek.

### Podział ze względu na budowę chemiczną
Opierając się na budowie chemicznej hemicelulozy można podzielić na:
- jednorodne
  - składające się z reszt tych samych cukrów prostych
  - składające się z kwasów poliuronowych

- niejednorodne
  - składające się z reszt różnych cukrów prostych
  - składające się z reszt różnych cukrów prostych i kwasów uronowych

### Podział Schulzego
- celulozany – obejmują one polisacharydy o stosunkowo krótkich łańcuchach (SP 150-200) i dzielą się one na pentozany i heksozany o ogólnych wzorach:
  - pentozany - (C5H8O4)n
  - heksozany - (C6H10O5)n

W obecności kwasów nieorganicznych pentozany hydrolizują do pentoz:
(C5H8O4)n + nH2O → n C5H10O5
a heksozany w tych samych warunkach hydrolizują do heksoz:
(C6H10O5)n + nH2O → n C6H12O6
Heksozany i pentozany są polimerami zbudowanymi z reszt pentozowych lub heksozowych powiązanych glikozydowo. Celulozany stanowią tę część hemiceluloz, która znacznie trudniej hydrolizują. Składają się głównie z ksylanu i mannanu. Mogą także występować jako celulozany mieszane, np. arabogalaktan, galaktomannan, galaktomannoksylan.
- poliuronidy – są to substancje bezpostaciowe, zawierające znaczne ilości kwasów heksauronowych, pewną liczbę grup metoksylowych, acetylowych oraz wolnych grup karboksylowych. Hydroliza poliuronidów prowadzi do otrzymania kwasów uronowych. Do najczęściej występujących kwasów uronowych zalicza się kwas β-D-glukuronowy, β-D-mannuronowy i α-D-galakturonowy. Do ważniejszych reakcji kwasów uronowych należy dekarboksylacja, która zachodzi podczas ogrzewania ich z kwasami nieorganicznymi. Powstają wówczas odpowiednie pentozy.

## Charakterystyka
Pentozany – polisacharydy zbudowane z pentoz. Zawartość pentozanów w materiale roślinnym określa się na podstawie ilości znalezionych w wyniku hydrolizy cukrów prostych przemienionych za pomocą ogrzewania z 12% HCl w furfuralu. Podstawowymi cukrami budującymi pentozany są: D-ksyloza, i L-arabinoza. 
- Ksylany - polisacharydy zbudowane z reszt β-D-ksylopiranozy połączonych glikozydowymi między 1 i 4 atomami węgla. Należą do bardzo rozpowszechnionych w przyrodzie polisacharydów. Zawartość ksylanów w drewnie i innych roślinach ma dwojakie znaczenie. Z jednej strony wpływa na pęcznienie masy, co ułatwia jej mielenie i wpływa na właściwości wytrzymałościowe. Z drugiej strony podczas przerobu chemicznego jego obecność jest niepożądana, gdyż zachowuje się inaczej niż celuloza. Ksylan jest cennym surowcem chemicznym. Pod wpływem kwasu nadjodowego utlenia się do dwualdehydoksylanu, z którego wytwarza się glicerynę oraz glikol.
- Arabany – polisacharydy zbudowane z reszt arabinozy. Występują w mniejszych ilościach, łatwo hydrolizują do arabinozy.

Heksozany – polisacharydy zbudowane z heksoz. Podstawowymi monosacharydami wchodzącymi w skład heksozanów są mannoza, galaktoza i glukoza. Najważniejszym heksozanem jest mannan.